# 西春出入口
西春出入口（にしはるでいりぐち）は、愛知県北名古屋市にある名古屋高速道路16号一宮線のインターチェンジである。名古屋高速6号清須線・名古屋第二環状自動車道方面のみ出入りが可能なランプである。

## 道路
- 名古屋高速16号一宮線

## 接続する道路
- 名岐バイパス（国道22号）

## 料金所

### 清洲方面入口
- レーン数:2
  - ETC専用:1
  - 一般:1

### 一宮方面出口
- レーン数:2
  - ETC専用:1
  - 一般:1

## 歴史
- 2005年2月11日開業。

## 備考
- 入口・出口共に料金支払い

## 周辺
- 稲沢駅
- 北名古屋市役所
- 名古屋芸術大学

## 隣
名古屋高速16号一宮線
(1601,1611)春日出入口 - (1602,1612)西春出入口 - (1603,1613)一宮西春出入口